# Megacles de Mitilene
Megacles de Mitilene (Μεγακλῆς) fue un líder político de la ciudad griega de Mitilene en la isla de Lesbos. Al frente de sus seguidores y amigos derrocó a la familia gobernante de los Pentálidas.